# Toque forçado
Toque forçado, segundo a lei do Estado de Nova York, é um crime sexual. A pessoa condenada por este crime pode ser sentenciada a até um ano de prisão na cadeia, a até três anos de liberdade condicional, pode ser obrigada a se registrar como ofensor sexual e pode receber determinação de cumprimento de ordem de proteção.
A pessoa comete toque forçado no Estado de Nova York, segundo a Lei Penal do Estado de Nova York § 130.52 (2022), quando tal pessoa "intencionalmente e sem propósito legítimo:
1. toca forçosamente as partes sexuais ou outras partes íntimas de outra pessoa com o propósito de degradar ou abusar dessa pessoa, ou com o propósito de satisfazer seu desejo sexual; ou
2. submete outra pessoa a contato sexual para satisfazer seu desejo sexual e com a intenção de degradar ou abusar dessa pessoa enquanto esta é passageira em um ônibus, trem ou carro de metrô operado por qualquer agência, autoridade ou companhia de transporte, pública ou privada, cuja operação seja autorizada pelo Estado de Nova York ou por qualquer uma de suas subdivisões políticas."[1]

## História
O Legislativo do Estado de Nova York criou o crime de toque forçado, classificado como contravenção pela Sexual Assault Reform Act de 2000, em resposta a uma série de ataques sexuais ocorridos no Central Park em Nova York, incluindo os Ataques no Desfile do Dia de Porto Rico em junho de 2000, nos quais dezenas de mulheres foram atacadas e apalpadas por grupos de homens. Anteriormente, os acusados de apalpamento eram processados sob um estatuto de abuso sexual com pena máxima de 90 dias de detenção. Com o novo estatuto, as pessoas condenadas por toque forçado podem ser sentenciadas a até um ano de prisão.

## Casos notáveis
Em outubro de 2020, um júri do Tribunal Distrital do Condado de Suffolk considerou o reverendo Thomas Humphrey, que servia na Grace Community Church e apresentava um programa de rádio da Hollywood Baptist Church, ambas em North Amityville, culpado de toque forçado.
Em abril de 2022, o ator Cuba Gooding Jr. declarou-se culpado no Tribunal Criminal de Nova York por tocar forçosamente uma mulher na boate LAVO, em 2018. Ele admitiu em juízo que "beijou a garçonete nos lábios" sem consentimento. Firmou um acordo de confissão pelo qual, se concluísse aconselhamento sobre álcool e comportamento por seis meses, poderia retirar a confissão de contravenção e se declarar culpado de assédio, crime de menor potencial ofensivo. Caso não cumprisse o acordo, enfrentaria até um ano de prisão.
Em 2023, no caso Carroll v. Trump, o ex-presidente dos EUA Donald Trump foi acusado, entre outros crimes, de toque forçado e processado por agressão civil por E. Jean Carroll. O júri considerou Trump responsável pelo abuso sexual e pela difamação de Carroll, concedendo-lhe US$ 5 milhões. Como o júri o considerou culpado pelo crime mais grave de abuso sexual, não precisou emitir um veredicto separado sobre toque forçado.
Em fevereiro de 2024, Ivan Lee, ex-olímpico, policial, treinador universitário e presidente da USA Fencing, foi preso no Brooklyn. Ele se declarou culpado em setembro no Tribunal Criminal do Condado de Kings, no Brooklyn, por toque forçado em partes íntimas e assédio de segundo grau por contato físico de uma jovem. Em dezembro de 2024, Lee também se declarou culpado em relação a um segundo incidente por toque forçado em partes íntimas e abuso sexual de terceiro grau, desta vez no Tribunal Distrital do Condado de Nassau, em Nova York.

## Elementos
A pessoa comete toque forçado no Estado de Nova York, segundo a Lei Penal do Estado de Nova York § 130.52 (2022), quando tal pessoa
intencionalmente e sem propósito legítimo:

1. toca forçosamente as partes sexuais ou outras partes íntimas de outra pessoa com o propósito de degradar ou abusar dessa pessoa, ou com o propósito de satisfazer seu desejo sexual; ou
2. submete outra pessoa a contato sexual para satisfazer seu desejo sexual e com a intenção de degradar ou abusar dessa pessoa enquanto esta é passageira em um ônibus, trem ou carro de metrô operado por qualquer agência, autoridade ou companhia de transporte, pública ou privada, cuja operação seja autorizada pelo Estado de Nova York ou por qualquer uma de suas subdivisões políticas.

O estatuto acrescenta que: "Para os efeitos desta seção, toque forçado inclui apertar, agarrar ou beliscar." Em alguns outros estados, tais atos não consensuais enquadram-se na definição estatutária de leis contra abuso sexual ou contato sexual.
Além disso, um beijo indesejado constitui toque forçado. Pode-se inferir pelo comportamento do réu que ele ou ela buscava satisfação sexual.
No caso People v. Sene, 66 AD3d 427, 427-28 (1st Dept 2009), o tribunal concluiu que "sob normas gerais da sociedade, o pescoço qualifica-se como parte íntima porque é suficientemente pessoal ou privada para não ser tocado na ausência de relação próxima entre as partes. Além disso, como 'intimidade é função de comportamento e não mera anatomia', a forma e as circunstâncias do toque também devem ser consideradas...."
The New York Times observou em 2021 que o crime era frequentemente imputado "em casos envolvendo avanços sexuais indesejados em locais públicos, e muitas vezes difíceis de processar." Na época, era a acusção principal em aproximadamente 1.400 casos instaurados anualmente no Estado de Nova York, embora quase 40% desses casos fossem arquivados.

## Pena
O toque forçado é uma contravenção de classe A. A pena máxima é de um ano de prisão na cadeia e até três anos de liberdade condicional.